# Man Meat
Man Meat is een studioalbum van de groep Swahili Blonde uitgebracht in 2010.
Het album is geproduceerd door Nicole Turley, die tevens alle nummers schreef behalve 'Red Money', dat geschreven is door David Bowie. 

## Bandleden
- Nicole Turley - zang, gitaar, basgitaar, drumstel en orgel
- John Frusciante - gitaar
- Laena Myers-Ionita - viool
- Michael Quinn - trompet
- Stella Mozgawa - zang
- John Taylor - basgitaar

## Tracks
1. Elixor Fixor
2. LeMampatee
3. Tiny Shaman
4. Dr Teeth
5. Red Money
6. Release The Ghost
7. Tigress Ritual